# Circolo ermeneutico (traduzione)
Il circolo ermeneutico è il continuo atto di controllo e correzione delle ipotesi relative a un dato testo. Il termine “ermeneutica” deriva dal greco hermēneutēs, ossia interprete: l'ermeneutica è l'arte dell'interpretazione e si riferisce in particolar modo all'interpretazione dei testi. In traduzione questo concetto è molto importante perché definisce i passaggi che il traduttore (al tempo stesso lettore e autore) compie nel suo lavoro.

## Il circolo ermeneutico come abduzione
Il primo approccio del traduttore al testo, o meglio prototesto, avviene attraverso la lettura, che permette di sviluppare una serie di congetture per comprenderne il messaggio. Le inferenze elaborate dalla mente del lettore sono diverse da persona a persona: la lettura è un processo parzialmente soggettivo, strettamente collegato con l'esperienza personale di ognuno e permette di identificare il senso di una parola in base al repertorio mentale individuale. Già all'inizio della lettura il lettore prova a ipotizzare quale sia il senso generale del testo e, andando avanti a leggere, le congetture vengono mano a mano smentite o confermate. Se trovano conferma, il lettore parte da quelle ipotesi per elaborarne una successiva; se invece vengono smentite, il lettore deve elaborarne di nuove sulla base delle nuove informazioni che il testo gli propone. In tal modo la lettura prosegue con una continua catena di inferenze: questo ragionamento logico si chiama abduzione.
Con il circolo ermeneutico la lettura e quindi l'interpretazione del testo procedono in modo spedito: ogni volta che si incontra una parola nuova, la mente la interpreta e le attribuisce un dato senso, escludendone automaticamente altri. Va ricordato, come già detto, che durante la lettura nessuna congettura è definitiva, ma può cambiare in ogni momento. Le ipotesi diventano, quindi, definitive solo alla luce del testo nel suo insieme, che viene interpretato e alla fine compreso in base a ogni singola parte del testo stesso. Ciò equivale a dire che le ipotesi non sono mai definitive, perché la lettura come processo mentale non può avere mai fine, nemmeno con il completamento della lettura come atto fisico.
Inoltre una sola lettura del testo può anche non produrre un'interpretazione decisiva. In alcuni casi una seconda, o anche una terza, lettura può suggerire al lettore nuove e diverse inferenze rispetto a quelle che aveva elaborato inizialmente. Questo avviene perché la mente del lettore ha già conoscenza del testo nel suo insieme e a questo punto può concentrarsi su aspetti più precisi e nascosti che non erano emersi nella prima lettura. Quindi quanto più un testo si caratterizza per connotazione e intertestualità, tanto meno definitiva è la sua interpretazione.

## Il circolo ermeneutico nella traduzione interlinguistica
Quando si parla di circolo ermeneutico, bisogna fare una distinzione tra testi non tradotti e testi tradotti. Nel caso di testi non tradotti l'autore adotta strategie dedicate per lavorare sull'ambiguità, sulla polisemia, sulla connotazione e sull'apertura del testo: l'autore è in grado di manipolare, almeno in parte, il triangolo interpretativo del lettore. Questa sua opera di manipolazione avviene perché l'autore ha elaborato nella sua mente un lettore modello cercando di prevederne reazioni e congetture.
Se si tratta di testi tradotti, il discorso si complica. Prima di arrivare al lettore, il prototesto passa nelle mani del traduttore, che si occupa di trasferirne il contenuto e la forma al metatesto. Questo significa che più il testo da tradurre è aperto, ambiguo e polisemico, più è difficile per il traduttore trasmettere la stessa apertura, ambiguità e polisemia al testo tradotto. Se il campo semantico del prototesto è ampio, durante il processo di lettura e interpretazione il traduttore fa diverse ipotesi sul testo, ossia ha davanti a sé un elevato numero di traducenti che limitano in modo diverso il campo semantico. Inevitabilmente il traduttore è, però, costretto a scegliere uno solo dei traducenti possibili: questa dinamica comporta un'alterazione dello spettro semantico voluto dall'autore del prototesto e al tempo stesso può generare nella cultura ricevente un circolo ermeneutico diverso rispetto a quello previsto dall'autore. Il circolo ermeneutico originario viene quindi incanalato e ristretto nel metatesto, avviando però nella cultura ricevente un circolo ermeneutico diverso, ma altrettanto ampio.
Da qui deriva la differenza tra lettore “in proprio” e traduttore: il lettore “in proprio” è responsabile del suo circolo ermeneutico, ossia delle sue inferenze interpretative, solo di fronte a sé stesso; il traduttore è invece responsabile delle sue scelte interpretative davanti a tutti i lettori, perché non deve inibire le possibilità interpretative del proprio lettore modello, ma cercare di lasciare aperte quante più interpretazioni possibili, come aveva previsto l'autore del prototesto.